# Jamalië
Jamalië oftewel Jamal-Nenetsische autonome okroeg (Russisch: Ямало-Ненецкий автономный округ, Jamalo-Nenetski avtonomny okroeg; Nenets: Ямалы-Ненёцие’’ автономной ӈокрук) is het noordelijkste autonome district binnen de oblast Tjoemen in de Russische Federatie en ligt ten noorden van het autonome district Chanto-Mansië. Het is het grootste bestuurlijke deelgebied van Tjoemen met een oppervlakte van 750.300 km² (iets kleiner dan Turkije) maar ook de dunstbevolkte met slechts 507.006 inwoners (volkstelling 2002). De hoofdstad is Salechard (35.000), en de grootste stad was Nojabrsk (ongeveer 96.000 in 2002), maar door een bestuurlijke samenvoeging is Novy Oerengoj de stad inmiddels voorbijgestreefd in inwoneraantal. Het district is van groot belang voor de Russische gas- en oliewinning. Voor de toekomst staan een aantal nieuwe transportverbindingen gepland voor een betere openstelling van deze olie- en gasvelden.
Het gebied draagt de naam van de Nenetsen van het schiereiland Jamal, hoewel de oorspronkelijke bevolking inmiddels nog slechts 7% van de totale bevolking van het gebied uitmaakt. Naast de Samojeedse Nenetsen gaat het daarbij om Chanten (Ostjaken) en Selkoepen. Russen (59%), Oekraïners (17%) en andere immigranten vormen het leeuwendeel van de bevolking, zeker in de steden.
Het district is op 10 december 1930 ontstaan op het grondgebied van de toenmalige oblast Oeral.
In het noorden van het district Krasnoselkoepski lag in het begin van de 17e eeuw aan de rivier de Taz de Pomorenstad Mangazeja (12 kilometer ten noorden van het plaatsje Sidorovsk).

## Geografie
Jamalië behoort tot de top 10 van grootste deelgebieden van Rusland. Met een oppervlakte van 769.250 km² is het anderhalf keer zo groot als Frankrijk. Jamalië ligt in het arctische deel van het West-Siberisch Laagland ten zuiden van de Karazee, waarmee het een 5.100 kilometer lange grens heeft. Van haar oppervlakte ligt ruim de helft ten noorden van de noordpoolcirkel, waarbij het noordelijkste punt zelfs op 800 kilometer ten noorden daarvan ligt.
Aan de westzijde wordt Jamalië begrensd door de Arctische Oeral en in het zuiden wordt Jamalië gescheiden van Chanto-Mansië door de Siberische heuvelrug. Jamalië grenst in het noordwesten aan Nenetsië, in het westen aan de autonome republiek Komi, in het zuiden aan Chanto-Mansië en in het oosten aan de kraj Krasnojarsk.

### Klimaat
Het klimaat wordt bepaald door de aanwezigheid van permafrost in de ondergrond, de aanwezigheid van de koude Karazee, de grillige vorm van de Jamalse kust met vele bochten, baaien, golven en schiereilanden en de aanwezigheid van vele rivieren en meren. Het hele gebied kent een lange winter (gemiddeld 8 maanden) en een korte zomer en heeft te maken met koude poolwinden en een relatief dunne sneeuwbedekking in de winter. De gemiddelde jaarlijkse luchttemperatuur ligt onder nul; in het noorden bedraagt deze zelfs –10°C. De absolute minimumtemperatuur bedraagt –59°C. In juli kan de temperatuur in het hele gebied oplopen tot boven de 30°C. In het gebied kunnen magnetische stormen voorkomen, die gepaard gaan met de aurora borealis.
Het gebied bevindt zich in drie klimaatzones; de arctische en subarctische zone en de zone van de noordelijke taigaregio van het West-Siberisch Laagland. Het klimaat in de arctische zone wordt gekenmerkt door lange, koude en strenge winters met stormen, vorst en veel sneeuwstormen. Er valt weinig regen, de zomer duurt gemiddeld slechts 50 dagen en er komt vaak dichte mist voor. De subarctische zone omvat het zuidelijke deel van het schiereiland Jamal en kent een klimaat dat meer richting een landklimaat gaat met meer neerslag in de vorm van regen en een zomer die gemiddeld 68 dagen duurt. De strook van de noordelijke taiga van het West-Siberisch Laagland kent een streng landklimaat met gemiddeld hogere temperaturen en een warmere en vochtigere zomer, die tot 100 dagen kan duren.

### Landschap
Het gebied bestaat grotendeels uit laagland, bestaande uit toendra en bostoendra met veel meren en moerassen. Jamalië wordt aan west-, zuid- en oostzijde omringd door berg- en heuvellandschappen. Het hoogste berggebied is de Arctische Oeral aan westzijde, waar de pieken oplopen tot 1500 meter.
Het gebied bevat talloze watergebieden als kustwateren, rivieren, meren, moerassen, baaien en grondwaterstromen. In het gebied liggen ongeveer 300.000 meren en 48.000 rivieren. De grootste rivier is de Ob, die uitmondt in deze zee via haar enorme estuarium; de Obboezem. Andere grote rivieren zijn de Nadym, Poer en Taz. De meren in het gebied zijn van glaciale oorsprong en vormen een van de meest kenmerkende onderdelen van het autonome district. Het grondwater wordt gekenmerkt door de aanwezigheid van een groot artesisch bekken met een oppervlakte van 3 miljoen km², waarbinnen zich ook heetwaterbronnen bevinden.
Rond de Obboezem liggen de schiereilanden Jamal (waarnaar Jamalië vernoemd is), Taz en Gydan. Onderdeel van het autonome district vormen ook een aantal eilanden in de Karazee, zoals Belyeiland, Sjokalski, Neoepokojeva en Oleny.

## Gesloten status
Sinds 1 januari 2007 is het grootste deel van het gebied door de FSB verklaard tot grenszone (resolutie 278). Hierdoor is het hele noorden van het gebied afgesloten voor iedereen die geen pas heeft die toegang biedt tot het gebied. Dit systeem, dat vergelijkbaar is met de gesloten stad, werd al jaren bepleit door gouverneur Nejolov en Viktor Tsjernomyrdin, die onder Jeltsin ook al lobbyden voor verscherpt toezicht op de olie- en gasgebieden. In 2001 kreeg het plan steun van president Poetin. Oorspronkelijk was het bedoeld voor buitenlanders, maar later speelde Nejolov ook met de gedachte om ook de Russische burgers net als tijdens de Sovjettijd de toegang tot het gebied te ontzeggen. De eenvoudigste manier om het gebied af te sluiten was het verkrijgen van de "grenszonestatus", die ook al bij veel andere gebieden, zoals rond Moermansk en Norilsk werd doorgevoerd. De redenen die werden gegeven voor de sluiting waren de bescherming van de strategische gasvoorraden, die bij aanslagen niet alleen Rusland zouden treffen (het gebied was in 2006 verantwoordelijk voor 90% van het Russische gas), maar ook de gasleveranties aan Europa. Daarnaast wilde men drugstransporten naar het gebied en gelukzoekers weren, die naar het gebied worden getrokken door lonen, die de hoogste van Rusland zijn. Dit zou volgens de autoriteiten hebben gezorgd voor de hoogste werkloosheidscijfers van het Federaal District Oeral.
De grens loopt vanaf de grens van Komi, waar de Noordelijke spoorlijn naar het gebied binnenkomt langs de spoorlijn, omvat de plaatsen Charp en Labytnangi (en omgeving), de hoofdstad Salechard, de weg van Salechard naar Nadym, het dorp Aksarkovo, de stad Nadym, de plaatsen Pravochettinskoje en Pangody, de spoorlijn van Pangody naar Novy Oerengoj, de stad Novy Oerengoj en omgeving, de plaats Oerengoj, de weg van Oerengoj naar Tazovski tot aan de grens tussen het district Tazovski en het district Krasnoselkoepski ten zuiden daarvan tot aan de grens met kraj Krasnojarsk. Het hele gebied ten noorden ervan inclusief alle eilanden die tot Jamalië behoren zijn sindsdien onderdeel van deze grenszone met verscherpt regime.

## Bestuurlijke indeling
Jamalië bestaat uit 7 gemeentelijke districten en een aantal stedelijke districten. In sommige districten, zoals Poerovski, bevinden zich meerdere van deze steden die daarmee geen deel uitmaken van het district. Het district Nadymski heeft de stad Nadym als bestuurlijk centrum, maar deze maakt er bestuurlijk geen deel van uit.

### Grote plaatsen
De gasplaats Jamburg heeft daarnaast ongeveer 14.000 tijdelijke inwoners, maar officieel slechts 300 inwoners.

## Demografie
Bevolking (2002): 507.006 personen.

### Etnische groepen
Door de instroom van mensen die werkzaam zijn in de olie- en gasindustrie, vormt de oorspronkelijke bevolking een minderheid in het gebied. De belangrijkste etnische groepen volgens de statistieken van de Russische volkstelling van 2002 zijn de Russen (58,8%), Oekraïners (13%) en Tataren (5,4%). De Nenetsen omvatten momenteel nog slechts 5,2% van de bevolking. Andere belangrijke etnische groepen worden gevormd door de Wit-Russen (8.989 of 1,8%), Chanten (1,7%), Azerbeidzjanen (8353 of 1,65%), Basjkieren (7932 of 1,56%), Komi (1,22%) en de Moldaviërs (5400 of 1,06%).
|            | census 1939    | census 1959    | census 1970    | census 1979    | census 1989     | census 2002     |
| ---------- | -------------- | -------------- | -------------- | -------------- | --------------- | --------------- |
| Nenetsen   | 13.454 (29,3%) | 13.977 (22,4%) | 17.538 (21,9%) | 17.404 (11,0%) | 20.917 (4,2%)   | 26.435 (5,2%)   |
| Chanten    | 5.367 (11,7%)  | 5.519 (8,9%)   | 6.513 (8,1%)   | 6.466 (4,1%)   | 7.247 (1,5%)    | 8.760 (1,7%)    |
| Komi       | 4.722 (10,3%)  | 4.866 (7,8%)   | 5.445 (6,8%)   | 5.642 (3,6%)   | 6.000 (1,2%)    | 6.177 (1,2%)    |
| Selkoepen  | 87 (0,2%)      | 1.245 (2,0%)   | 1.710 (2,1%)   | 1.611 (1,0%)   | 1.530 (0,3%)    | 1.797 (0,4%)    |
| Russen     | 19.308 (42,1%) | 27.789 (44,6%) | 37.518 (46,9%) | 93.750 (59,0%) | 292.808 (59,2%) | 298.359 (58,8%) |
| Oekraïners | 395 (0,9%)     | 1.921 (3,1%)   | 3.026 (3,8%)   | 15.721 (9,9%)  | 85.022 (17,2%)  | 66.080 (13,0%)  |
| Tataren    | 1.636 (3,6%)   | 3.952 (6,3%)   | 4.653 (5,8%)   | 8.556 (5,4%)   | 26.431 (5,3%)   | 27.734 (5,5%)   |
| Andere     | 871 (1,9%)     | 3.065 (4,9%)   | 3.574 (4,5%)   | 9.694 (6,1%)   | 54.889 (11,1%)  | 71.664 (14,1%)  |
| Totaal     | 45.840         | 62.334         | 79.977         | 158.844        | 494.844         | 507.006         |

Geboorte en sterftestatistieken (2005):
- Geboortecijfer: 7148 (geboortegraad: 13,6)
- Sterftecijfer: 3099 (sterftegraad: 5,9)